# Камалов, Герберт Леонович
Камалов Герберт Леонович (арм. Հերբերտ Լեոնի Քամալով; 8 июня 1940, Баку — 14 мая 2025) — советский и украинский химик, академик Национальной академии наук Украины, Заслуженный деятель науки и техники Украины, Лауреат Государственной премии Украины в области науки и техники 2003 года. Иностранный член Национальной академии наук Армении.

## Биография
Родился 8 июня 1940 года в Баку. В 1963 году окончил Одесский государственный университет, по окончании которого работал на кафедре органической химии. 1978 — заведующий отделом катализа Физико-химического института НАНУ (Одесса); время от 1985 — заведующий филиала кафедры органической химии Одесского университета. В 2003 году за цикл научных трудов «Катализ. Кластерные подходы, механизмы гетерогенного и гомогенного катализа» присуждена Государственная премия Украины в области науки и техники. 4 февраля 2009 года избран действительным членом Национальной академии наук Украины по специальности: физическая химия.
Камалов Герберт Леонович — автор более 600 научных трудов, в том числе одной монографии, 14 обзоров и статей 235, а также 38 изобретений. Он подготовил 22 кандидата и 2 докторов наук.
Умер 14 мая 2025 года в возрасте 84 лет.

## Отдельные работы
- Катализ. Механизмы гомогенного и гетерогенного катализа, кластерные подходы. — К. : Наукова думка, 2002. — 542 с. ISBN 966-00-0756-6
- Алкоксисоединения. ХХХ. В некоторых каталитических превращениях алкоксикислот // ЖОРХ. 1969. Т. 5, вып. 12;
- О возможных конформационных переходах в насыщенных семичленных циклах // Журн. структур. химии. 1985. Т. 26, № 3;
- Моделирование металлокомплексов методом молекулярной механики // УХ. 1990. Т. 59, № 11;
- Катализ. Кластерные подходы, механизмы гетерогенного и гомогенного катализа. К., 2002;
- Molecular and crystal structure of crown ethers containing biphenyl fragment // J. Molесular Structure. 2007. Vol. 832, № 1-3;
- Окисление комплекса хлорида железа(II) с 3,5-диметилпиразолом кислородом воздуха в ацетонитриле и дибензиловом эфире // ЖНХ. 2009. Т. 54, № 12;
- Влияние нуклеарности и лигандного окружения металлоцентра на каталитические свойства гомо — и гетеролигандных пивалатных комплексов кобальта в жидкофазном окислении циклогексена воздухом // ТЭХ. 2010. Т. 46, № 1

## Ссылка
- 70-летия академика НАН Украины Г. Л. Камалова // Вісн. НАНУ. 2010. № 6.
- Энциклопедия современной Украины